# Otello Boccaccini
Otello Boccaccini (Grassina, 27 ottobre 1910 – Premilcuore, 14 agosto 1992) è stato un cantante italiano.

## Biografia
Ultimo di sedici figli di Oreste ed Elvira Boccaccini, una famiglia contadina, intraprende giovanissimo la carriera sportiva insieme all'amico Gino Bartali, della vicina Ponte a Ema, preferendo però, alle gare ciclistiche, quelle atletiche, emergendo, a livello locale, nel Salto in alto e in lungo.
Dopo il servizio militare svolto a Civitavecchia all'ottavo Centro Automobilisti, s'interessa al canto, facendosi in breve nel paese la fama di ottimo cantante. Sul finire del 1938 l'EIAR indice il primo concorso per voci nuove Gara nazionale per gli artisti della canzone. Boccaccini partecipa alla selezione toscana e, ascoltato dal maestro Tito Petralia, viene prescelto tra centinaia di aspiranti per la finalissima che si tenne la sera del 18 gennaio 1939 davanti ai microfoni del Teatro di Radio Torino . Insieme a lui una nutrita schiera di futuri divi della radio, Alfredo Clerici, Gilberto Mazzi, Michele Montanari, Aldo Masca e di nove "stelline" fra cui Lina Termini, Maria Jottini e Maria Luisa Dell'Amore. Boccaccini si esibì cantando "Chitarratella" di Ruccione - Bonagura, che sarà il suo cavallo di battaglia, e "Serenata a Manola" di Bixio Cherubini. Il grande successo personale che ottenne lo portò a debuttare ufficialmente nell'EIAR il 26 gennaio 1939  nell'orchestra dello stesso maestro Petralia a Radio Torino, diventando subito un beniamino del pubblico.
L'anno successivo interpreta se stesso nel film di Giacomo Gentilomo Ecco la radio!, dedicato ai fasti dell'ente radiofonico di stato.
Tra i suoi successi più grandi, si ricordano: Chitarratella, Questa sera da me, Canzone a Maria, Ritorna a Napoli, Serenata a Manola, La piccinina, Madonna fiorentina, Serenata a chi mi pare, Sulla carrozzella, Firenze sogna, Maria Marì, Tango nella notte, Amare, Serenata a Firenze; mentre, accompagnato dal Trio Lescano: Questa sera da me, Bel soldatin, Canto di pastorello, Cuori nella tormenta, Rosalpina, Rumba capricciosa, Se tu mi parli e.
La sua popolarità durerà almeno fino al 1945, dopo la fine della seconda guerra mondiale. Terminato il periodo dei successi, ritorna in Toscana, dove apre un'attività commerciale.
È sepolto nel cimitero comunale di San Martino a Strada di Grassina, suo paese natale, accanto alla moglie.

## Discografia parziale
- 1939: Cancello chiuso/Fior di matrimonio (Cetra, IT 574)
- 1939: Amore di pastorello/Chitarra mia (Cetra, IT 585)
- 1939: Bella contadina/Canzone della risaia (Cetra, IT 612)
- 1941: Passione mia/Passione (La voce del padrone, HN 2031)
- 1942: Addio mia piccola/Ricordo quella via (La voce del padrone, HN 2056)